# Protonodosariinae
Protonodosariinae es una subfamilia de foraminíferos bentónicos cuyos taxones han sido tradicionalmente incluidos en la familia Ichthyolariidae, de la superfamilia Robuloidoidea, del suborden Lagenina y del orden Lagenida. Su rango cronoestratigráfico abarca desde el Pennsylvaniense superior (Carbonífero superior) hasta el Triásico.

## Discusión
Clasificaciones más recientes incluyen Protonodosariinae en la familia Protonodosariidae.

## Clasificación
Protonodosariinae incluye a los siguientes géneros:
- Nestellorella †, también considerado en familia Ichthyolariidae.
- Nodosinelloides †, también considerado en familia Ichthyolariidae.
- Protonodosaria †, también considerado en familia Ichthyolariidae.
- Polarisella †, también considerado en familia Ichthyolariidae.

Otro género considerado en Protonodosariinae es:
- Tauridia †, también considerado un sinónimo posterior de Baculogypsina de la familia Calcarinidae.